# 2006年ウィンブルドン選手権
2006年 ウィンブルドン選手権（2006ねんウィンブルドンせんしゅけん、The Championships, Wimbledon 2006）は、イギリス・ロンドン郊外にある「オールイングランド・ローンテニス・アンド・クローケー・クラブ」にて、2006年6月26日から7月9日にかけて開催された。

## シニア

### 男子シングルス
ロジャー・フェデラー def.  ラファエル・ナダル, 6-0, 7-6(5), 6-7(2), 6-3
- フェデラーは大会4連覇、4大大会8回目の優勝。

### 女子シングルス
アメリ・モレスモ def.  ジュスティーヌ・エナン＝アーデン, 2-6, 6-3, 6-4
- モレスモが、フランス人の女子テニス選手として1925年のスザンヌ・ランラン以来「81年ぶり」の優勝を達成。モレスモは全豪オープンに続く4大大会年間2冠を獲得した。

### 男子ダブルス
ボブ・ブライアン /  マイク・ブライアン def.  ファブリス・サントロ /  ネナド・ジモニッチ, 6-3, 4-6, 6-4, 6-2
- 「ブライアン兄弟」（アメリカ、ボブとマイクは双子の兄弟）が、同一ペアとして史上6組目の男子ダブルス「キャリア・グランドスラム」を完成させた。2人は2003年全仏オープン → 2005年全米オープン → 2006年全豪オープン → 2006年ウィンブルドン選手権の順に優勝した。また昨年からグランドスラム7大会連続決勝進出を果たした。

### 女子ダブルス
晏紫 /  鄭潔 def.  ビルヒニア・ルアノ・パスクアル /  パオラ・スアレス,

### 混合ダブルス
アンディ・ラム /  ベラ・ズボナレワ def.  ボブ・ブライアン /  ビーナス・ウィリアムズ, 6-3, 6-2

## ジュニア

### 男子シングルス
ティエモ・デ・バッカー def.  Marcin Gawron, 6-2, 7-6(4)

### 女子シングルス
キャロライン・ウォズニアッキ def.  マグダレナ・リバリコバ, 3-6, 6-1, 6-3

### 男子ダブルス
Kellen Damico /  Nathaniel Schnugg def  マーティン・クリザン /  Andrej Martin 7-6(7), 6-2

### 女子ダブルス
アリサ・クレイバノワ /  アナスタシア・パブリュチェンコワ def.  Kristina Antoniychuk /  アレクサンドラ・ドゥルゲル, 6-1, 6-2